# Небезпечний бізнес
Небезпечний бізнес (англ. Dangerous Business)  — американська комедійна мелодрама режисера Роя Вільяма Нілла 1920 року.

## У ролях
- Констанс Толмадж — Ненсі Флевілл
- Кеннет Гарлан — Кларенс Брукс
- Джордж Фоусет — містер Флавелл
- Матільда Брунд — місіс Флавелл
- Джон Реймонд — містер Брейлі
- Флорида Кінгслі — місіс Брукс
- Ніна Кассавант — Женев'єва